# Ilfat Abdullin
Ilfat Rinatovitj Abdullin (kazakiska: Ильфат Ринатович Абдуллин), född 9 januari 1998, är en kazakisk bågskytt. Han deltog vid olympiska sommarspelen 2020.